# KwaDukuza
Stanger
KwaDukuza (aussi appelée Stanger) est une ville de la région du KwaZulu-Natal, en Afrique du Sud.
Fondée en 1820 sous le nom de KwaDukuza par le roi Chaka, elle est ensuite appelée Stanger et retrouve officiellement son nom originel en 2006. Les deux noms sont encore utilisés. C'est une capitale historique des Zoulous, elle est connue comme le lieu de l'assassinat de Chaka. Sa population est de 51 536 habitants en 2011.
Sa municipalité comporte la station balnéaire de Ballito.

## Toponymie
Le nom primitif de cette ville est « KwaDukuza », ce qui signifie « Place de l'homme perdu » en zoulou, à cause de son labyrinthe de huttes. La ville s'est appelée ensuite « Stanger » du nom de William Stanger (en) (1811-1854), Surveyor General (responsable géographe) d'Afrique du Sud. Elle a été renommée « KwaDukuza » avec l'accord du ministère des Arts et de la culture en 2006, publié le 3 mars 2006 au journal officiel gouvernemental.

## Histoire
La fondation de KwaDukuza vers 1820 est due au roi Chaka. Après l'assassinat de celui-ci en 1828 par deux de ses demi-frères, Dingane et Umhlangana (en) (Mhlangane), la ville est brûlée et rasée jusqu'au sol.
En 1949, Stanger devient une municipalité. Elle est le centre commercial, administratif et ferroviaire d'un important district de production de sucre. La ville est environnée de champs de canne à sucre et de buissons.
La ville tire son parfum oriental de l'arrivée de travailleurs indiens. Les quelques premières centaines de familles indiennes quittèrent Port-Natal pour les fermes de canne à sucre en novembre 1860. Ils arrivèrent nombreux à la fin du XIXe siècle et au début du XXe siècle, pour les gros producteurs de sucre comme Liege Hulett (en). Leur immigration cessa en 1911 lorsque leur nombre dépassa 100 000. La plupart des Indiens restèrent à la fin de leur contrat de travail, échangeant leur billet de retour contre de l'argent ou des biens. L'accroissement de la communauté indienne modifia le modèle économique et culturel de KwaDukuza. Les célébrations municipales incluent Divali et la foire hivernale, qui est l'occasion d'améliorer le bien-être des enfants.

## Lieux historiques, commémorations
Un petit musée est construit à côté de la stèle commémorative du roi Chaka, dans le centre-ville, juste au-dessus de sa tombe. C'est sous un grand Mahogany (acajou d'Afrique) que le roi Chaka tenait ses réunions, en face des bâtiments municipaux.
Le Jour du Festival Chaka attire plus de 10 000 Zoulous aux KwaDukuza Recreation Grounds pour une fête haute en couleur, chaque 24 septembre. Les personnalités officielles participent à ce festival pour célébrer l’importance de la nation zouloue.
Le musée Stanger de la côte nord présente des souvenirs historiques et des informations sur le roi Chaka, sur l'industrie sucrière et l'histoire locale.